# Новый Иркеняш
Новый Иркеняш — поселок в Мензелинском районе Татарстана. Входит в состав Иркеняшского сельского поселения.

## География
Находится в восточной части Татарстана на расстоянии приблизительно 29 км на юг-юго-восток по прямой от районного центра города Мензелинск.

## История
Основан в 1921 году переселенцами из села Старый Иркеняш.

## Население
Постоянных жителей было: в 1922 году — 74, в 1926 — 85, в 1970—128, в 1979 — 97, в 1989 — 43, в 2002 — 43 (татары 100 %), 25 в 2010.